# Claude Miller
Claude Miller  (XVIII Distrito de París, París, Francia, 20 de febrero de 1942 - París, Francia, 4 de abril de 2012) fue un escritor y director de cine francés.

## Filmografía

### Cortometrajes
- 1969: La question ordinaire
- 1971: Camille ou la comédie catastrophique

### Largometrajes
- 1976: La meilleure façon de marcher
- 1977: Dites lui que je l'aime (Hasta el último infierno)
- 1981: Arresto preventivo
- 1983: Mortelle randonnée (Una mujer inquietante)
- 1985: L'effrontée
- 1988: La petite voleuse (La pequeña ladrona)
- 1992: L'accompagnatrice
- 1994: Le sourire
- 1998: La classe de neige (La clase de nieve)
- 2000: La chambre des magiciennes
- 2001: Betty Fisher et autres histoires
- 2003: La petite Lili (La pequeña Lili)
- 2007: Un secret (Un secreto)
- 2009: Marching Band
- 2009: Je suis heureux que ma mère soit vivante codirigida con su hijo Nathan Miller
- 2010: Voyez comme ils dansent
- 2011: Thérèse D

## Premios y distinciones
Festival Internacional de Cine de Cannes
| Año  | Categoría         | Película           | Resultado |
| ---- | ----------------- | ------------------ | --------- |
| 1998 | Premio del Jurado | La classe de neige | Ganador   |